# Reynholmová vs. Reynholm
Reynholmová vs. Reynholm (v anglickém originále Reynholm vs. Reynholm) je šestý díl čtvrté série britského sitcomu z prostředí informačních technologií Ajťáci. Po delší odmlce se zde opět objevuje postava Richmonda Avenala. Poprvé byla epizoda odvysílána 30. července 2010. České premiéry se díl dočkal 30. prosince 2011.

## Synopse
V Douglasově kanceláři se znenadání objeví jeho pohřešovaná žena Viktorie, která před lety zmizela při mytí auta (na Douglase padl stín podezření z vraždy). Nyní je Viktorie zpět a dá se se svým stále ještě právoplatným manželem opět dohromady. Vztah dlouho nevydrží a při rozvodu požaduje Viktorie 212 000 000 liber. Taková suma ohrožuje i samotnou existenci Reynholm Industries. Během soudního řízení (poté, co Douglas Reynholm finguje záchvat) leží osud firmy v rukou Jen Barber, která Douglase zastupuje.

## Příběh
Při interview odhaluje Douglas Reynholm novinářce pozadí svého čtrnáctidenního manželství s Viktorií. Je to již několik let, co Viktorie záhadně zmizela při mytí automobilu. Reynholm se vyznává ze svých citů, dal by cokoli, kdyby ji viděl vstoupit dveřmi do kanceláře. Vzápětí nabídne novinářce pohlavní styk. Zrovna když ji ujišťuje, že vydal striktní zákaz vstupu do kanceláře během sexuálních radovánek, dveře se otevřou a vstoupí Viktorie.
O něco později mu v restauraci nabídne Viktorie obnovení vztahu. Douglas zpočátku nesouhlasí, ale když si Viktorie zuje botu a zašátrá mu nohou v rozkroku, poddá se.
Po dvou týdnech Douglas Reynholm sděluje Jen, že se chce nechat rozvést. Jen se diví, proč to říká jí, Reynholm argumentuje, že její pracovní náplň je manažerka pro vztahy. Nabídne jí peníze a Jen jde místo něj na schůzku do restaurace, kde má Viktorii oznámit úmysl jejího muže nechat se rozvést, protože jí to Douglas nedokáže říct do očí.
V kanceláři IT se Jen baví o situaci s Mossem a Royem. Roy si z Jen dělá legraci, protože se Jen domnívá, že piedestal je „pedlstůl“ – nějaký druh stolu. Moss se svěří s nepříjemnou vzpomínkou z mládí, když jej vlastní matka zažalovala za rozbití okna, aby mu dala lekci.
Douglas a Jen se sejdou s Viktorií a jejím právníkem. Viktorie požaduje 212 000 000 liber, což by mohlo způsobit krach Reynholm Industries. Douglas vyhlásí, že se bude hájit sám. Jen mu poradí, že se na proces bude muset připravit. Ředitel Reynholm Industries si vezme její slova k srdci a ušije si pro tuto příležitost nevkusné sako. 
U soudu se Douglas snaží působit zainteresovaně, ale situace se čím dál více obrací proti němu. Soudce mu dá šanci připravit si řádnou obhajobu. Během ní svědčí Roy ve prospěch svého zaměstnavatele. Moss je tak nervózní, že nedokáže odpovědět ani na opakovaný dotaz na své jméno. Nakonec se v procesu objeví i bývalý zaměstnanec Richmond Felicity Avenal, jenž má být triumfem v Douglasově obhajobě, nicméně se ukáže, že se jedná o omyl. Zdá se, že případ je ztracen a firma půjde ke dnu. Když Douglas Reynholm předstírá záchvat, vezme si slovo Jen a svou řečí dokáže vzbudit soucit:
„Reynholm není jen jméno tohoto směšného člověka...my všichni jsme Reynholmovi, ubližte mu a...“
Viktorie to nevydrží a prohlásí, že se spokojí se 70 000 000 liber.

## Obsazení
Vedlejší role v epizodě „Reynholmová vs. Reynholm:
| Herec / herečka        | Hraje    | Role                                    |
| ---------------------- | -------- | --------------------------------------- |
| Simon Kunz             |          | soudce v rozvodovém řízení              |
| Alexandra Roach        |          | stenografka                             |
| Belinda Stewart-Wilson | Viktorie | pohřešovaná manželka Douglase Reynholma |
| Nicholas Sidi          |          | právník zastupující Viktorii            |